# Veronica austriaca
Veronica austriaca là một loài thực vật có hoa trong họ Mã đề. Loài này được L. miêu tả khoa học đầu tiên năm 1758.

## Hình ảnh

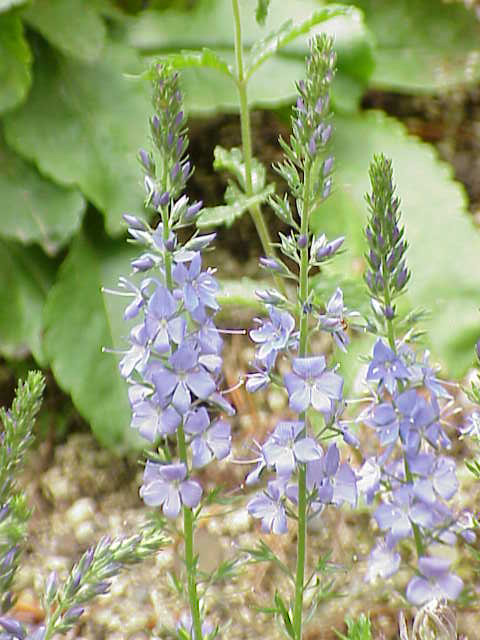
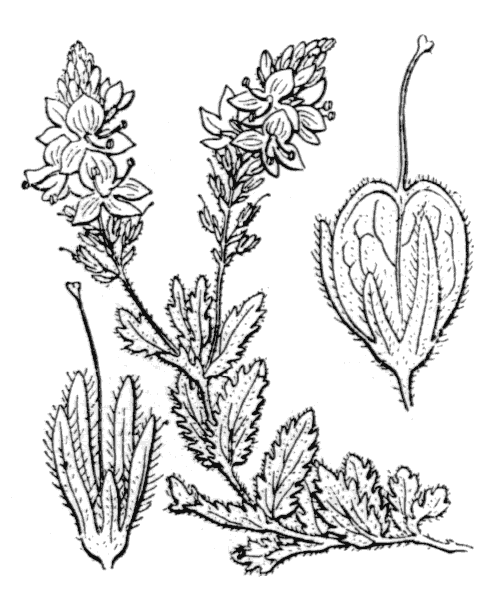
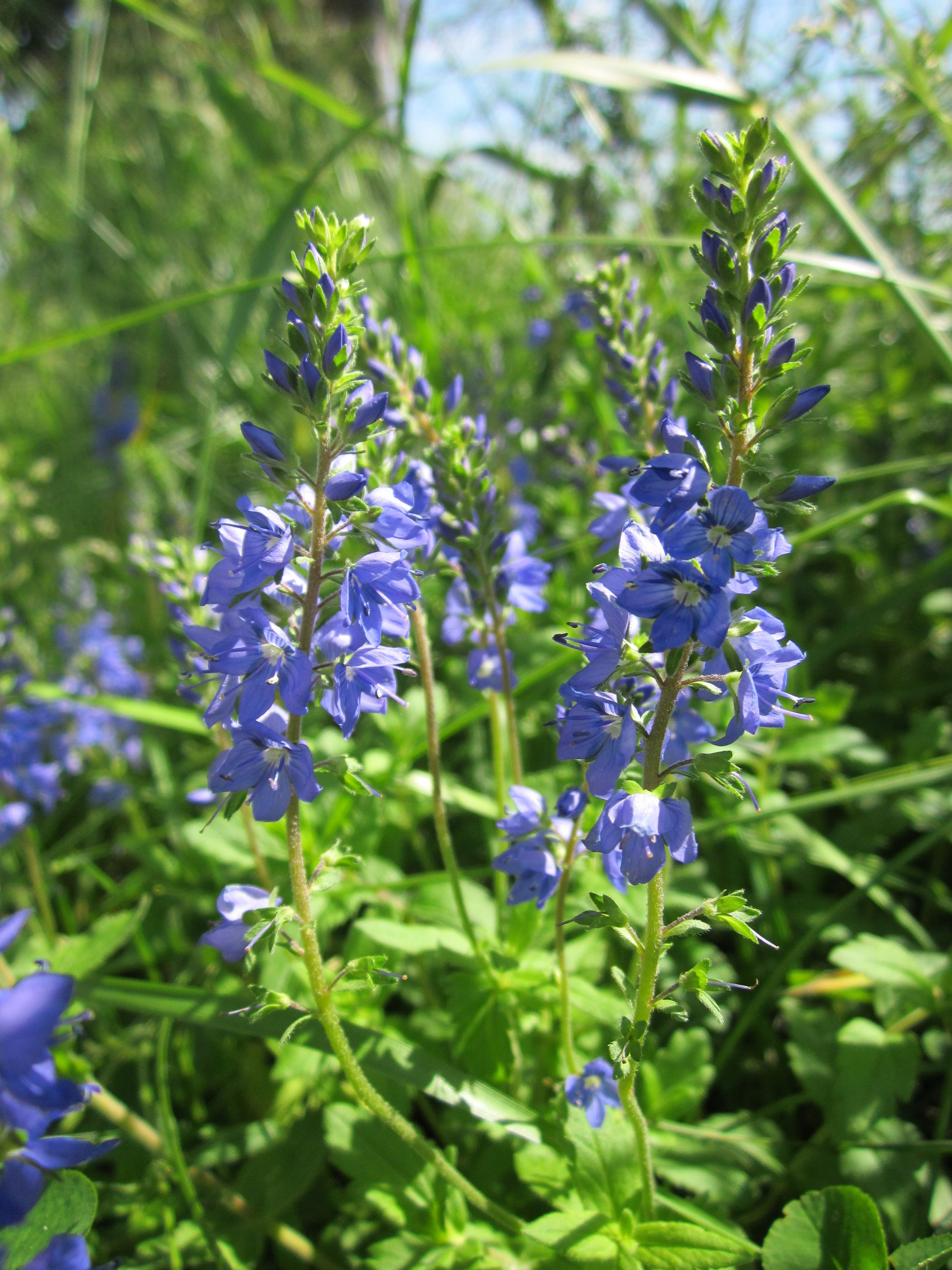
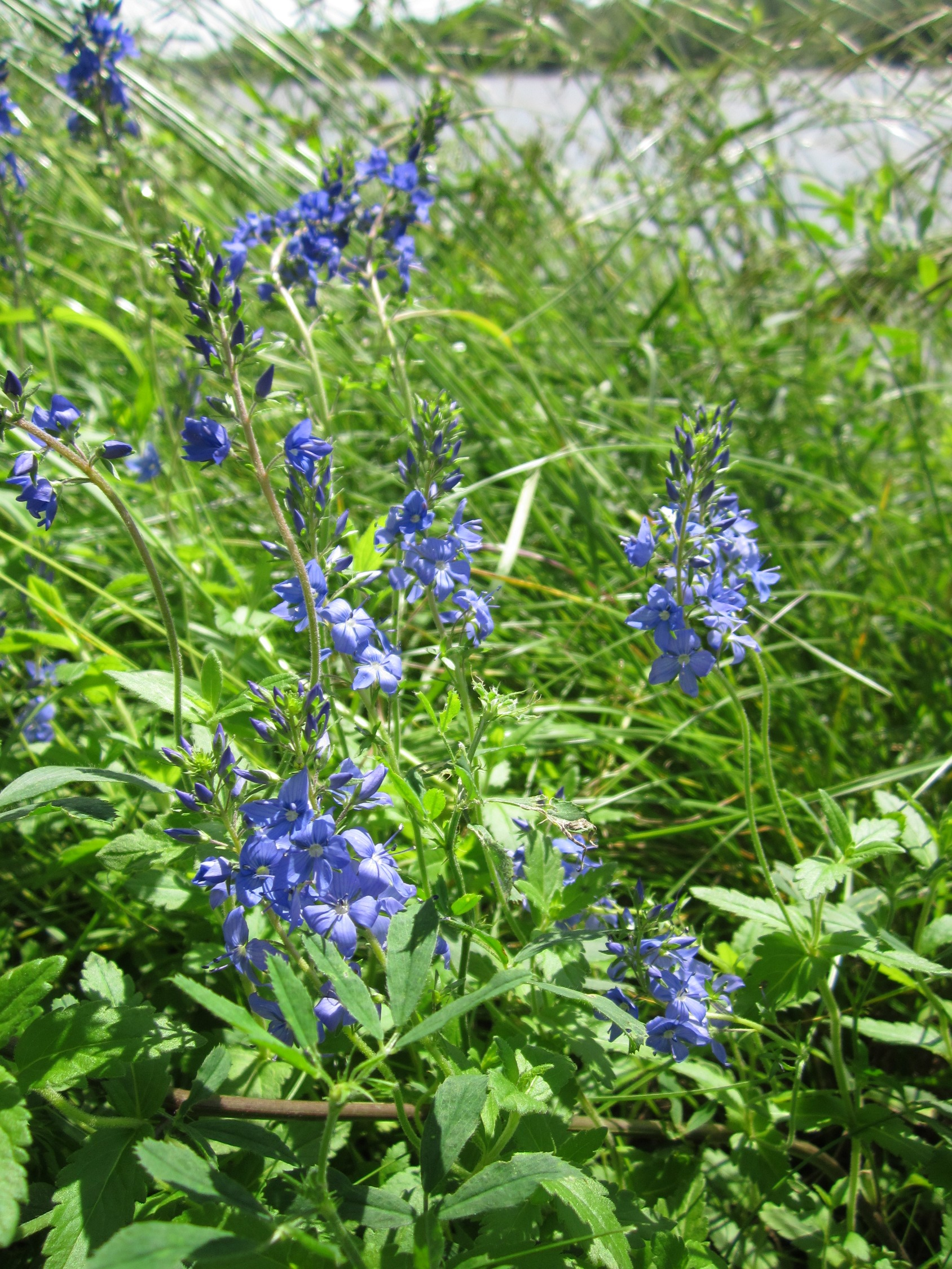